# Push (canção de Avril Lavigne)
"Push" é uma canção da artista musical canadense Avril Lavigne, gravada para seu quarto álbum de estúdio Goodbye Lullaby. Composta por Lavigne e Evan Taubenfeld, foi produzida por Deryck Whibley e lançada como single promocional no território japonês em 13 de fevereiro de 2012, conseguindo alcançar a posição 35 no país.

## Antecedentes e lançamento
Em 24 de março de 2011, Avril perguntou aos seus seguidores do Twitter qual canção deveria ser segundo single de Goodbye Lullaby, "Push" ou "Smile". Então mais tarde, na versão polonesa do sítio oficial da cantora, foi anunciado que a escolhida seria "Smile", que foi lançada mundialmente em 6 de maio do mesmo ano. A mesma alcançou as cinco melhores posições em países como China, Turquia, Bélgica e Japão. Após a distribuição de "Smile", a escolhida como foco de promoção do disco foi "Wish You Were Here", que conseguiu um desempenho comercial moderado. A mesma serviu como a última musica de trabalho do disco. "Push" até então não havia recebido lançamento, até que a Epic Records, nova gravadora de Lavigne após a saída da RCA, decidiu lançar a mesma como single promocional digitalmente no território japonês, o que ocorreu em 13 de fevereiro de 2012.

## Estilo musical e letra
"Push" deriva do gênero pop rock, e sua letra é sobre relacionamentos. De acordo com a partitura publicada pela Universal Music Publishing Group, a canção é definida no tempo de assinatura moderado com um metrônomo de 72 batidas por minuto. Foi composta na chave de si bemol maior com um alcance vocal que varia entre a nota baixa de sol até a nota alta de dó. Consiste na utilização de vocais e acordes de piano e violão. A letra foi escrita pelo ex-guitarrista de Lavigne, Evan Taubenfeld, juntamente com a cantora.

## Recepção pela crítica
No Diário do Grande ABC, Thiago Mariano disse que "What the Hell", "Push", "Smile" e "Stop Standing There" são as faixas mais animadas e que Goodbye Lullaby é a primeira coisa para deixar Lavigne mais comprometida com a sua música. No The New York Times, Jon Pareles disse que "a senhora Lavigne", como a tratou, "está se mantendo distante dos estilos R&B e dance music atuais e que optou por um protótipo inesperado: uma estrela adolescente, colega da canadense que cresceu, Alanis Morissette, além de mostrar referências de outras de suas canções com Alanis, entre eles "Push" e "Darlin".

## Desempenho nas tabelas musicais
Tendo sido lançada apenas no Japão, "Push" conseguiu atingir a 35ª como melhor na Japan Hot 100.

### Posições
| Tabela musical(2012)  | Melhor posição |
| --------------------- | -------------- |
| Japão - Japan Hot 100 | 35             |

## Créditos
Todo o processo de elaboração da canção atribui os seguintes créditos pessoais:
- Avril Lavigne - vocal principal, composição
- Evan Taubenfeld - composição
- Deryck Whibley - produção